# جوزيف دورسي (سياسي)
جوزيف دورسي هو سياسي أمريكي، ولد في 24 سبتمبر 1921 في ريدلي بارك في الولايات المتحدة، وتوفي في 15 مارس 1999 في Glen Mills, Pennsylvania ‏ في الولايات المتحدة. نشط حزبياً في الحزب الجمهوري. وقد انتخب عضو مجلس نواب بنسيلفانيا ‏.